# Gomez Addams
Gomez Addams, anche noto come Demon Addams o Mortirio Addams, è un personaggio immaginario ideato da Charles Addams per il periodico The New Yorker nel 1942. Fa parte del gruppo dei personaggi della famiglia Addams.
Gomez è il marito di Morticia Addams, la matriarca di casa Addams; padre di Mercoledì, Pugsley, Mercoledì Jr., Pugsley Jr. e Pubert; figlio o genero di Nonna, a seconda delle versioni: nipote acquisito o fratello di Zio Fester.

## Nome
Come tutti gli altri personaggi della famiglia Addams, anche Gomez nasce senza un nome. John Astin sostiene che quando si dovettero decidere i nomi dei personaggi per la serie televisiva del 1964, Charles Addams suggerì due nomi, Repelli e Gomez, lasciando la scelta all'attore, che optò per il secondo. In realtà il nome di Gomez era già stato deciso da Addams nel 1962, quando la ditta Aboriginals Ltd di Manhattan commercializzò una linea di bambole di pezza raffigurante i personaggi di Charles Addams così come apparivano nelle vignette del quotidiano The New Yorker. Oltre a Gomez, avevano già il proprio nome Morticia e Mercoledì, mentre Pugsley si chiamava inizialmente Irving. Il nome Gomez deriverebbe da quello di un amico di famiglia di Charles Addams.
Essendo "Gomez" un nome particolarmente comune tra gli ispanofoni, in molti Paesi dell'America Latina il personaggio è chiamato Homero Addams.
Nella prima edizione italiana della serie del 1964 veniva chiamato Demon Addams. Nel primo doppiaggio italiano della serie animata del 1973 il personaggio è stato ribattezzato Mortirio Addams.

## Storia
Il personaggio viene creato da Charles Addams come controparte maschile per il personaggio nato precedentemente di Morticia (anche se fino alla serie televisiva del 1964 nessuno dei due ha ancora un nome), per una vignetta pubblicata il 14 novembre 1942 sul quotidiano The New Yorker. Nella vignetta Gomez stringe Morticia a sé su un divano del loro sgangherato salotto, mormorandole "Sei infelice, tesoro?", al che lei gli risponde: "Oh, sì, sì! Completamente". La vignetta verrà ripresa in seguito come battuta nel film di Barry Sonnenfeld La famiglia Addams (The Addams Family, 1991).

## Caratteristiche
Charles Addams così descrive il personaggio:
Nelle vignette le caratteristiche del personaggio poi sviluppate in televisione o al cinema non vengono mai menzionate: non è un abile schermidore, non fuma il sigaro (seppure Charles Addams sia un fumatore di sigaro), non ama il ballo. Anche il carattere del personaggio è molto diverso dallo spaccone gaudente ed estroverso rappresentato da Raúl Juliá nei film di Sonnenfeld. Charles Addams lo disegna trasandato, un po' untuoso, poco dotato di spirito e cervello, ma molto innamorato della moglie Morticia, con la quale ha un'intensa relazione sentimentale.
Di origini aristocratiche castigliane e britanniche, è un atletico, acrobatico ed elegantissimo multimiliardario e imprenditore di successo, anche se non ha alcuna cura del denaro e lo maneggia come se fosse cosa di poco conto. Veste in maniera impeccabile ed è sempre signorile anche nei suoi frequenti momenti di euforia.
La lista delle sue proprietà ai quattro angoli del globo è sterminata quanto bizzarra, includendo un allevamento di coccodrilli, una miniera di sale, un allevamento di avvoltoi, una fabbrica di lapidi e una miniera di uranio solo per citarne alcune. Nell'edizione 2007 della classifica dei miliardari protagonisti del mondo del cinema, dei fumetti, della letteratura e dei cartoni animati stilata dalla rivista americana Forbes, Gomez Addams si è classificato al 12º posto, con un patrimonio stimato in 2 miliardi di dollari.
È sempre di umore nero (il che significa, secondo i canoni invertiti della famiglia Addams, che è felice e contento), sorridente e affabile con tutti. Nonostante sia il capofamiglia, è estremamente ingenuo e infantile. Molti cercano di sfruttare questo suo carattere gentile per imbrogliarlo, spesso nella speranza di spremere soldi dal ricchissimo gentiluomo, ma per un motivo o per l'altro il piano fallisce sempre; Gomez è totalmente ignaro -o noncurante- dei rischi che corre, ma finisce sempre con l'uscirne indenne.
Giocoliere, ballerino e schermidore provetto, Gomez è appassionato di giocattoli e soprattutto di trenini: il suo passatempo preferito è farli scontrare nei suoi magnifici plastici, simulando incidenti reali. Alla fine, soddisfatto, esprime il suo cordoglio per le "vittime". È sempre pimpante e vivace: le rare volte in cui si sente stanco si rilassa facendosi torturare nell'attrezzata sala del suo maniero, che per lui e tutti i membri della famiglia ha un effetto ritemprante.
È un accanito fumatore di sigari, che ha iniziato a fumare dall'età di cinque anni, spinto dalla madre.
Gomez è innamoratissimo di sua moglie Morticia e si sentirebbe perduto senza di lei. Quando la moglie si lascia sfuggire anche una sola parola di francese, Gomez va letteralmente in brodo di giuggiole, producendosi in un'interminabile serie di baciamani che arrivano fino alla spalla di Morticia, con grande imbarazzo di eventuali estranei.
Nonostante non sembri mai prendere nulla sul serio, Gomez è comunque un padre attento e scrupoloso per Pugsley e Mercoledì, sebbene i suoi canoni non siano propriamente quelli del "buon capofamiglia americano", e in fondo sa di essere un po' indulgente verso i figli. Nel secondo film cinematografico nasce il suo terzogenito Pubert, che ha gli stessi baffetti e i capelli impomatati del padre, che però non avrà vita lunga in quanto verrà mangiato da Pugsley tempo dopo la fine del secondo film, come racconta Mercoledì nella prima puntata della serie televisiva La nuova famiglia Addams (The New Addams Family, 1999). Sempre nella serie, si scopre che l'origine della ricchezza è dovuta al suo antenato, il pirata Long John Addams, che nel 1699 sposò Lady Penelope, alias la piratessa Silvia la Sanguinaria, antenata di Morticia.

## Interpreti
Nella serie televisiva originale degli anni sessanta Gomez viene impersonato dall'attore John Astin, che rimarrà l'attore che maggiormente ha caratterizzato il personaggio e che riprenderà la parte nel film per la televisione del 1977 che vedrà ricomposto l'intero cast della serie originale a eccezione di Blossom Rock. Astin riprenderà il personaggio, prestandogli la voce, nel doppiaggio dell'episodio del 1972 Scooby-Doo incontra la Famiglia Addams della serie animata Speciale Scooby e nel 1992 nella seconda serie animata La famiglia Addams.
Nel secondo doppiaggio per le reti Mediaset la voce è di Renzo Stacchi; Michele Kalamera doppierà l'attore nel film del 1977; infine Stefano De Sando lo sostituirà nel doppiaggio della serie animata del 1992.
Nello special televisivo del 1973, The Addams Family Fun-House, il personaggio viene interpretato da Jack Riley, mentre nella serie animata del 1973, viene doppiato nell'edizione originale da Lennie Weinrib. Nel primo doppiaggio italiano della serie Gomez è doppiato da Germano Longo, mentre nel secondo doppiaggio da Guido De Salvi.
Nei due film di Barry Sonnenfeld, La famiglia Addams e La famiglia Addams 2, Gomez Addams è interpretato da Raúl Juliá (doppiato in italiano da Franco Zucca), ruolo poi assunto da Tim Curry (doppiato in italiano da Giorgio Melazzi) nel successivo film del 1998 La famiglia Addams si riunisce.
Glenn Taranto sarà il successivo Gomez televisivo, nella serie televisiva del 1998-1999 La nuova famiglia Addams, doppiato nell'edizione italiana da Fabrizio Temperini. Mentre nel musical del 2010, Gomez è impersonato da Nathan Lane. Nell'edizione italiana del musical del 2014 Gomez viene interpretato dal cantante Elio, mentre nelle recenti edizioni del 2018 e 2019 dal comico Gabriele Cirilli.
Nel nuovo film in animazione CGI del 2019 e nel suo sequel La famiglia Addams 2 del 2021, la voce originale di Gomez è di Oscar Isaac, attore indicato come la scelta più popolare per interpretare la parte di Gomez, in una ipotetica versione live action del film, prima di decidere di realizzarlo in animazione CGI. La voce italiana è invece di Pino Insegno.
Nella serie televisiva del 2022 Mercoledì (Wednesday), co-prodotta da Tim Burton, Gomez Addams è impersonato dall'attore portoricano Luis Guzmán e, da adolescente, dall'attore Lucius Hoyos. Nell'edizione in italiano della serie, il personaggio è doppiato da Simone Mori.

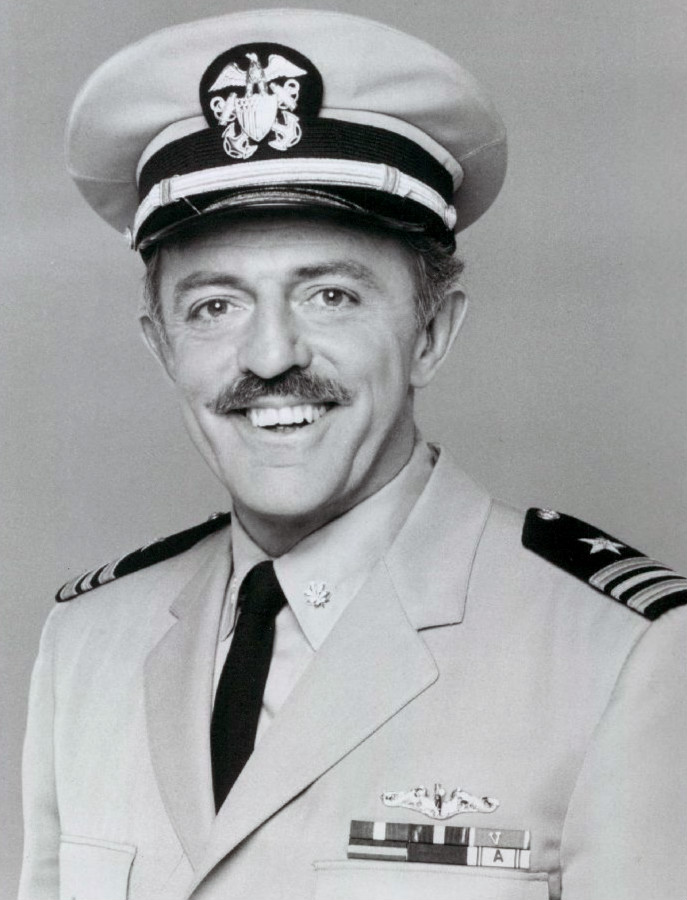
John Astin, il primo interprete di Gomez Addams nella serie televisiva degli anni sessanta
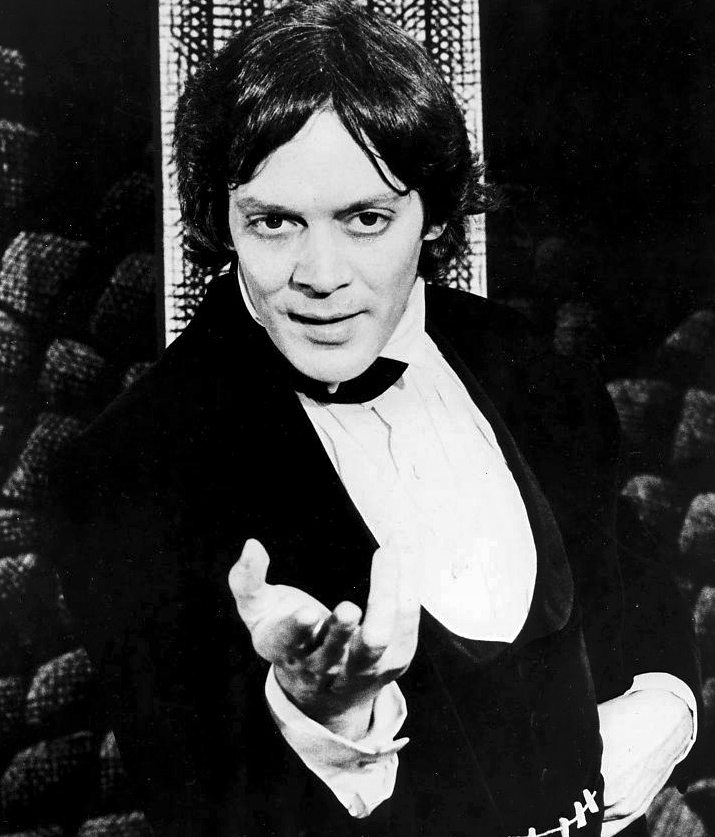
Raúl Juliá interprete di Gomez nei film di Barry Sonnenfeld
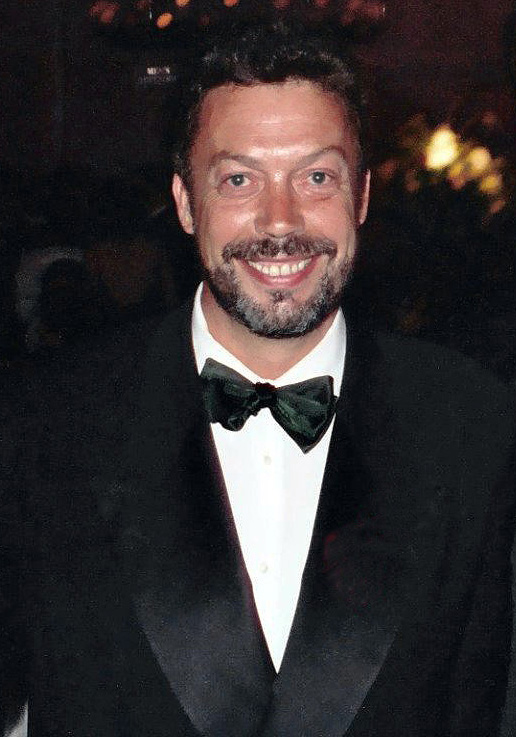
Tim Curry, interprete di Gomez nel film del 1998
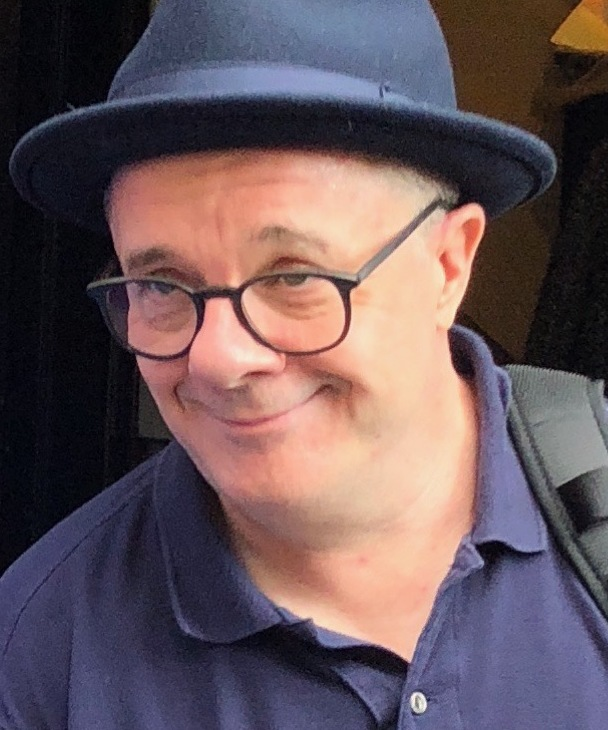
Nathan Lane, interprete di Gomez nel musical del 2010
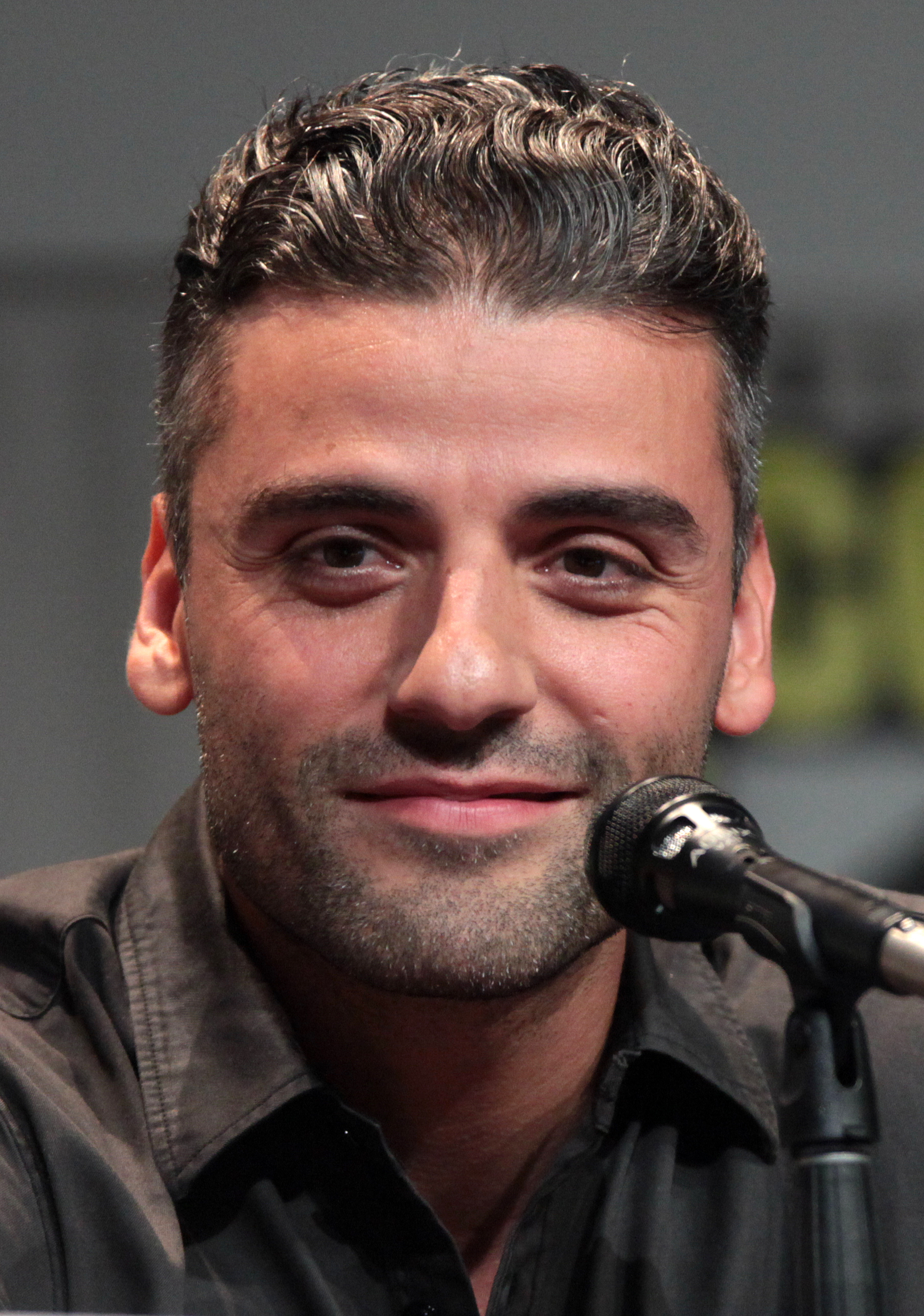
Oscar Isaac, voce di Gomez nei due film animati del 2019 e 2021
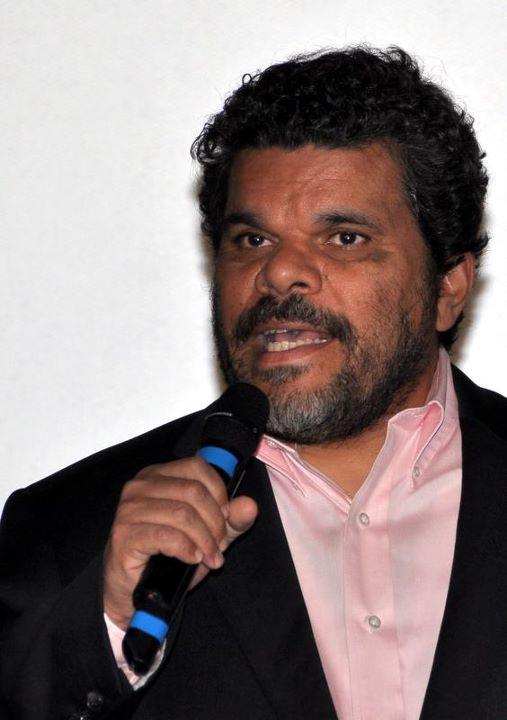
Luis Guzmán, interprete di Gomez nella serie televisiva Mercoledì del 2022

## Discendenza
Lungo la saga degli Addams, nelle varie versioni televisive o cinematografiche, Gomez e Morticia hanno avuto cinque figli:
- Mercoledì
- Pugsley
- Mercoledì Jr. (Halloween con la famiglia Addams)
- Pugsley Jr. (Halloween con la famiglia Addams)
- Pubert (La famiglia Addams 2)

## Merchandising
- Nel 1962 la Aboriginals Ltd di Manhattan commercializza una linea di bambole di pezza raffiguranti i personaggi della famiglia Addams disegnati da Charles Addams.[16] Tra questi vi è anche Gomez, il cui nome viene creato per l'occasione.[16]
- Nel 1992 la Playmates realizza un'action figure di Gomez nella linea di personaggi della coeva serie televisiva animata.
- Nel 2000 la Mattel realizza per la serie Collector Edition della linea Barbie, edizione The Addams Family, comprendente una Barbie "Morticia" e un Ken "Gomez" ispirati ai personaggi della serie televisiva del 1964.[17]
- Nel febbraio 2019 la Funko realizza una action figure di Gomez nella linea Pop dedicata ai personaggi del telefilm degli anni sessanta.[18] Gomez viene rappresentato in due versioni a colori, una delle quali stringe la sciabola, una terza versione, in bianco e nero, viene venduta in coppia con Morticia.[18][19]
- Nel 2019 una statuina di Gomez viene realizzata da Department 56 per il set The Addams Family Village ispirato ai fumetti di Charles Addams, comprendente la casa, i personaggi della famiglia Addams e altri accessori per comporre il diorama.[20]
- Sempre nel 2019 la Cuddle Barn realizza una linea di pupazzi in stoffa di varie dimensioni raffiguranti i personaggi del nuovo film di animazione del 2019 La famiglia Addams compreso Gomez.[21][22]
- Ancora nel 2019 la Mezco commercializza una action figure da 10 cm con 5 punti di articolazione di Gomez nella linea di personaggi ispirati al film di animazione in CGI.[21][23][24] Gomez viene venduto in coppia con Morticia all'interno di un blister contenente anche una della varie versioni di Mano.[23]
- L'11 settembre 2019 la Funko annuncia la realizzazione di una serie di action figure con i personaggi del nuovo film di animazione compreso Gomez.[25]
- Nel 2021 la casa di giocattoli Mezco Toyz ha commercializzato per la sua linea di bambole Living Dead Dolls, la famiglia Addams in una versione alta 25 cm, in confezioni di coppie di personaggi. La prima coppia uscita comprende Morticia e Gomez Addams.[26]

## Filmografia

### Cinema
- La famiglia Addams (The Addams Family), regia di Barry Sonnenfeld (1991)
- La famiglia Addams 2 (The Addams Family Values), regia di Barry Sonnenfeld (1993)
- La famiglia Addams (The Addams Family), regia di Conrad Vernon e Greg Tiernan (2019)
- La famiglia Addams 2 (The Addams Family 2), regia di Greg Tiernan, Laura Brousseau e Kevin Pavlovic (2021)

### Televisione
- La famiglia Addams (The Addams Family ) - serie TV, 64 episodi (1964-1966)
- Speciale Scooby (The New Scooby-Doo Movies) - serie TV, episodio 1x03 (1972)
- The Addams Family Fun-House - show musicale televisivo (1973)
- La famiglia Addams - serie animata, 16 episodi (The Addams Family, 1973)
- Halloween con la famiglia Addams (Halloween with the New Addams Family), regia di David Stainmetz - film TV (1977)
- La famiglia Addams (The Addams Family) - serie animata (1992)
- La famiglia Addams si riunisce (Addams Family Reunion), regia di Dave Payne - film TV e direct-to-video  (1998)
- La nuova famiglia Addams (The New Addams Family) - serie TV, 65 episodi (1998)
- Mercoledì (Wednesday) - serie TV, episodi 1x01-1x05 (2022)